# Glacier Point Trailside Museum
Le Glacier Point Trailside Museum – ou Glacier Point Lookout ou Geology Hut – est un trailside museum à Glacier Point, dans la section du parc national de Yosemite relevant du comté de Mariposa, en Californie. Construit en 1924, il se présente sous la forme d'un petit abri en pierre offrant une vue sur la vallée de Yosemite. Il est inscrit au Registre national des lieux historiques depuis le 4 avril 1978.